# Les Neveux de Jules Lehmann

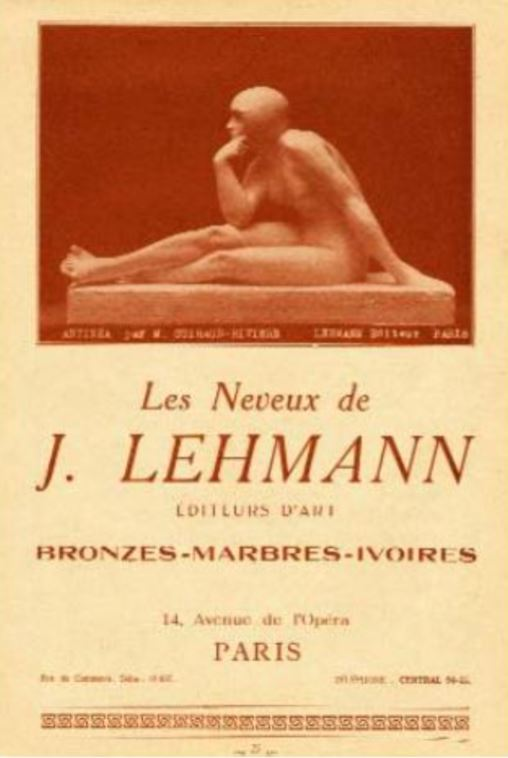
Reklame von Les Neveux de Jules Lehmann, etwa 1930. Abgebildet ist Antinèa von Maurice Guiraud-Rivière

Les Neveux de Jules Lehmann (deutsch Die Neffen von Jules Lehmann, auch bekannt als Les Neveux de J. Lehmann, auch abgekürzt zu LNJL oder LN Paris JL) war eine Pariser Kunstgießerei, die vornehmlich durch die Herstellung und den Vertrieb von Statuetten aus meist Bronze, Elfenbein oder in Kombination als Chryselephantin auf Sockeln aus Marmor in der Zeit des Art déco in den 1920er und 1930er Jahren bekannt wurde.
Der Sitz der Firma war in der 26 Rue de Paradis, Paris. Ein weiterer Unternehmensteil befand sich in der 14 Avenue de l’Opéra. Es bestanden zusätzlich Filialen in der 9 Rue de la Republique von Lyon sowie in der Via Spontini 7 von Florenz. Die Firma konkurrierte mit anderen Éditeur d’art (Kunstverleger) wie Arthur Goldscheider, Edmond Etling, Max Le Verrier, Susse Frères. Der Betreiber, Jules Levi-Lehmann, schätze die Arbeit der Art déco Künstler und vertrieb die nach ihren Vorlagen gefertigten Produkte. Zu diesen Künstlern gehörten Bildhauer wie Demétre Chiparus, Maurice Guiraud-Rivière, Jean-Antoine Injalbert, Agathon Léonard, Giacomo Merculiano, Constant Roux, Joé Descomps-Cormier, Pierre Le Faguays, Raoul Lamourdedieu, Jan und Joël Martel, Gaston Hauchecorne, Madeleine Granger, Claire Colinet, Amedeo Gennarelli, Alfred Pina, Georges Chauvel und Jean Ortis.
Der Verkaufskatalog der Firma bestand aus losen Blättern, die jeweils dem Bedarf und der Verfügbarkeit angepasst wurden. Auf der den Begriff Art déco prägenden Ausstellung Exposition internationale des Arts Décoratifs et industriels modernes von 1925 in Paris stellte die Firma in der französischen Sektion des Grand Palais in Halle B, Stand 38 aus.
Nach der Schließung des Betriebes von Arthur Goldscheider Mitte der 1930er Jahre wechselten viele der dort durch die Künstlergruppen La Stèle und L’Evolution vertreten gewesenen Bildhauer und Kunsthandwerker zu Les Neveux de Jules Lehmann. Mit dem Zweiten Weltkrieg und der Deutschen Besetzung Frankreichs kam die Produktion der Gießerei zum Erliegen.